# No Cities to Love
No Cities to Love är det åttonde studioalbumet av den amerikanska rockgruppen Sleater-Kinney, utgivet den 20 januari 2015 på skivbolaget Sub Pop. Det är bandets första studioalbum efter ett 10 års uppehåll sedan The Woods.

## Inspelning
Albumet spelades in i hemlighet huvudsakligen vid Tiny Telephone Recordings i San Francisco, med ytterligare sessioner vid Electrokitty i Seattle samt Kung Fu Bakery i Portland. Produktionen sköttes av John Goodmanson, som producerat merparten av bandets skivkatalog.

## Låtlista
Alla låtar är komponerade av Sleater-Kinney.
| Nr           | Titel             | Längd |
| ------------ | ----------------- | ----- |
| 1.           | Price Tag         | 3:54  |
| 2.           | Fangless          | 3:34  |
| 3.           | Surface Envy      | 3:06  |
| 4.           | No Cities to Love | 3:05  |
| 5.           | A New Wave        | 3:38  |
| 6.           | No Anthems        | 3:19  |
| 7.           | Gimme Love        | 2:16  |
| 8.           | Bury Our Friends  | 3:23  |
| 9.           | Hey Darling       | 2:25  |
| 10.          | Fade              | 3:37  |
| Total längd: | Total längd:      | 32:17 |

## Medverkande
Sleater-Kinney
- Carrie Brownstein – gitarr, sång
- Corin Tucker – sång, gitarr
- Janet Weiss – trummor

Produktion
- Greg Calbi – mastering
- ESO – fotografi (baksida)
- John Goodmanson – producent, inspelning, ljudmix
- JP – lacquer cut
- Thea Lorentzen – design, fotografi (framsida)
- Mike Mills – art director, design, fotografi (framsida)
- Jay Pellicci – ljudtekniker
- Garrett G. Reynolds – ljudtekniker
- Brigitte Sire – fotografi (gruppbild)

## Listplaceringar
| Lista (2015)                       | Högsta position |
| ---------------------------------- | --------------- |
| Australien                         | 63              |
| Belgien (Flandern)                 | 152             |
| USA Billboard 200                  | 18              |
| USA Independent Albums (Billboard) | 2               |
| USA Top Rock Albums (Billboard)    | 4               |
| USA Alternative Albums (Billboard) | 4               |
| USA Digital Albums (Billboard)     | 15              |
| USA Tastemaker Albums (Billboard)  | 1               |